# تايسون تشاندلر
تايسون تشاندلر (بالإنجليزية: Tyson Chandler)‏ مواليد 2 أكتوبر 1982، لاعب كرة سلة أمريكي يلعب مع فريق دالاس مافيريكس في الرابطة الوطنية لكرة السلة ويحمل الرقم 6. يبلغ طوله 7 قدم 1 بوصة (2.2 م).

## فرق لعب لها
- شيكاغو بولز
- نيو أورلينز بيليكانز
- شارلوت هورنتس
- دالاس مافيريكس
- نيويورك نيكس
- دالاس مافيريكس
- لوس انجلوس ليكرز

## الميداليات
| الميدالية | المسابقة                             |
| --------- | ------------------------------------ |
| ذهبية     | الألعاب الأولمبية الصيفية 2012       |
| ذهبية     | بطولة كأس العالم لكرة السلة 2010     |
| ذهبية     | بطولة أمم الأمريكتين لكرة السلة 2007 |

## روابط خارجية
- تايسون تشاندلر على موقع IMDb (الإنجليزية)
- تايسون تشاندلر على موقع قاعدة بيانات برودواي على الإنترنت (الإنجليزية)
- تايسون تشاندلر على موقع الاتحاد الدولي لكرة السلة (الإنجليزية)
- تايسون تشاندلر على موقع إن بي أي (الإنجليزية)
- تايسون تشاندلر على موقع سبورتس رفرنس (الإنجليزية)
- تايسون تشاندلر على موقع كرة السلة الأوروبية.كوم (الإنجليزية)
- تايسون تشاندلر على موقع إي إس بي إن.كوم (الإنجليزية)
- تايسون تشاندلر على موقع ريلجم (الإنجليزية)
- تايسون تشاندلر على موقع بروبوليرز (الإنجليزية)
- تايسون تشاندلر على موقع سبورتس رفرنس (الإنجليزية)
- تايسون تشاندلر على موقع أوليمبيديا (الإنجليزية)